# Yūta Tamamori
Yūta Tamamori (玉森裕太, Tamamori
Yūta), né le 17 mars 1990 à Tokyo, est un chanteur, acteur, idole et mannequin japonais. Il est membre du boys band Kis-My-Ft2 (en).

## Biographie

### Enfance et formation
Yūta Tamamori est né le 17 mars 1990 à Nerima, un arrondissement de Tokyo ; à sa naissance, ses parents sont très jeunes (sa mère a 17 ans, son père 20 ans) et peinent à joindre les deux bouts. Il grandit ainsi dans une famille assez défavorisée mais unie,,.
Alors qu'il est en première année de collège, sa mère envoie en secret son profil à la Johnny & Associates. Son profil retient l'attention mais il refuse de passer l'audition ; il ne s'y rend que sur l'insistance de ses parents. Lors de son passage, sa timidité lui provoque une crise de larmes mais cette sensibilité à fleur de peau retient l'attention des juges.
En 2002, il intègre la Johnny's et devient stagiaire au sein de l'agence.

### Les débuts avec Kis-My-Ft2
En 2005, Yūta Tamamori est choisi pour intégrer le futur boys band Kis-My-Ft2 (en). Il s'illustre aux côtés de son ami Toshiya Miyata, Taisuke Fujigaya, Kento Senga, Wataru Yokoo, Takashi Nikaido et Hiromitsu Kitayama.
Le groupe est lancé officiellement en 2011, après six ans de formation : il remporte un grand succès public ainsi qu'un certain intérêt médiatique. Les membres se démarquent notamment grâce à leurs prestations sur patins à roulettes,.
Dès son lancement, Tamamori est décrit comme le « visage » de Kis-My-Ft2,. Au sein du groupe, il est représenté par la couleur jaune doré.

### Un comédien confirmé
Outre ses performances en tant que chanteur, Yūta Tamamori se diversifie rapidement : tout en menant une carrière d'acteur au cinéma comme à la télévision, il s'initie au doublage et au mannequinat.
Courant 2011, il remporte un certain succès en jouant le rôle masculin principal dans Ikemen desu ne (remake du drama sud-coréen culte You're Beautiful) ; il y tient le haut de l'affiche aux côtés de Miori Takimoto et Taisuke Fujigaya, un autre membre de Kis-My-Ft2.
Parmi ses autres rôles principaux notables sur le petit écran, on compte par exemple Kawamura Kyonosuke dans Pintokona (2013), Ken dans l'adaptation du Chef de Nobunaga (2013-2014), Kei Maneki dans Key Person of Interest Detective (2017) ou encore Sui Karata dans Nice Flight! (2022). Il remporte aussi des prix liés à ses seconds rôles dans Reverse et La Grande Maison Tokyo,, diffusés respectivement en 2017 et 2019.
En novembre 2015, il décroche son premier rôle majeur au cinéma dans World of Delight, un drame romantique centré sur le handicap. Le film s'impose numéro 1 du box-office dès sa première semaine d'exploitation. Il est projeté sur 190 écrans et attire environ 91 700 spectateurs en un week-end. Les recettes totales atteignent environ 124 millions de yens.
En 2020, il joue dans son premier boys' love, Be Love, aux côtés de son ami et collègue de Kis-My-Ft2 Toshiya Miyata. La trame joue en partie sur un ship régulier entourant les deux membres du groupe et centrée sur la dynamique fusionnelle entre Tamamori et Miyata. Cette dynamique est surnommée par les fans « Miyatama » ou « Tanmamīya ». Le scénario fait également référence à trois titres qu'ils ont chanté en duo (BE LOVE, Wish Upon a Star et Destiny) ; Miyata et Tamamori participent à l'écriture du script. Le drama a reçu un excellent accueil de la part des fans, en partie grâce à la scène de baiser entre les protagonistes. Malgré sa sortie à la mi-octobre, il se classe sixième dans le classement annuel de dTV en termes d'audience globale. La chroniqueuse Naeko Shinsan, spécialiste du yaoi, affirme qu'il existe certaines conventions sur la façon dont l'intrigue se déroule au sein des dramas de ce genre mais que Be Love, à l'inverse, se distingue par un développement très original et ne suit pas ces règles typiques.
Il s'essaie avec succès au doublage en 2023. A l'été, il est auditionné par la branche américaine de Pixar et est choisi pour doubler le héros de Élémentaire. A cette occasion, il visite les studios d'animation affiliés et rencontre le réalisateur Peter Sohn. Le film est un succès sur le territoire nippon où le doublage est largement encensé : les critiques saluent le duo de Tamamori (Flack Delamare) et Haruna Kawaguchi (Flam Lumen),. Suite à sa performance, Tamamori reçoit les éloges du célèbre seiyū Jun'ichi Suwabe.

### Une figure de la mode
En plus de sa carrière artistique, la peau très pâle et les traits fins de Yūta Tamamori correspondent à un certain idéal de la beauté nippone et lui assurent une grande popularité en tant que mannequin,,.
Il est l'une des rares égéries masculines de Lancôme.
Intéressé par la mode, il est invité à de nombreux événements, notamment ceux de Cartier (dont il se revendique fervent admirateur depuis ses débuts), Mike Amiri (Semaine de la mode de Paris en 2024) ou Brunello Cucinelli (Settimana della moda de Milan en 2025).

## Filmographie

### Cinéma
| Année | Titre                                                  | Rôle              | Notes          | Ref.   |
| ----- | ------------------------------------------------------ | ----------------- | -------------- | ------ |
| 2009  | Gokusen — The Movie                                    | Reita Takasugi    |                | [ 37 ] |
| 2012  | Shiritsu Bakaleya Kōkō — The Movie                     | Kenji Mashima     |                | [ 38 ] |
| 2013  | Ataru — The Movie: the First Love & the Last Kill      | Noboru Ebina      |                | [ 39 ] |
| 2015  | World of Delight (レインツリーの国, Reintsurī no Kuni) | Nobuyuki Sakisaka | Rôle principal | [ 40 ] |
| 2019  | Parallel World Love Story                              | Takashi Tsuruga   | Rôle principal | [ 41 ] |
| 2023  | Shylock's Children                                     | Yōji Tabata       |                | ,      |
| 2024  | La Grande Maison Paris                                 | Shohei Hirako     |                | [ 44 ] |

### Télévision
| Année   | Titre                                   | Rôle                                  | Notes                      | Ref.   |
| ------- | --------------------------------------- | ------------------------------------- | -------------------------- | ------ |
| 2009    | Gokusen                                 | Reita Takasugi                        |                            | [ 45 ] |
| 2011    | The Marriage Counselor                  | Yūji Yanagisawa                       |                            | [ 46 ] |
| 2011    | Ikemen desu ne                          | Ren Katsuragi                         | Rôle principal             | [ 47 ] |
| 2012    | Saiko no Jinsei                         | Yōichirō Kuraki                       | Épisodes 1 et 2            | [ 48 ] |
| 2012    | Ataru                                   | Noboru Ebina                          |                            | [ 49 ] |
| 2013    | Pintokona                               | Kyōnosuke Kawamura / Takeshi Kawamura | Rôle principal             | [ 50 ] |
| 2013-14 | Le Chef de Nobunaga (Nobunaga no shefu) | Ken                                   | Rôle principal ; 2 saisons | ,      |
| 2014    | Tales of the Unusual: Spring 2014       | Masashi Akita                         |                            | [ 54 ] |
| 2015    | War of Money                            | Shiraishi Kotaro                      |                            | [ 55 ] |
| 2015    | Youth Detective Haruya                  | Asagi Haruya                          | Rôle principal             | [ 56 ] |
| 2017    | Reverse                                 | Kosuke Asami                          |                            | [ 57 ] |
| 2017    | Key Person of Interest Detective        | Kei Maneki                            | Rôle principal             | [ 58 ] |
| 2019    | Tales of the Unusual: Rain 2019         | Hijiri Kuroki                         |                            | [ 59 ] |
| 2019    | La Grande Maison Tokyo                  | Shōhei Hirako                         |                            | [ 60 ] |
| 2019    | Gura Gura Maison Tokyo                  | Shōhei Hirako                         | Rôle principal             | [ 61 ] |
| 2020    | Be Love                                 | L'auteur                              | Rôle principal             | ,      |
| 2021    | Oh My Boss! Love Not Included           | Junnosuke Horai                       |                            | [ 65 ] |
| 2022    | Nice Flight!                            | Sui Kurata                            | Rôle principal             | [ 66 ] |
| 2022    | Patient Chart Prayer                    | Ryōta Suwano                          | Rôle principal             | [ 67 ] |
| 2024    | I Wanna Punch That Scumbag!             | Kairi Kuzuya                          |                            | [ 68 ] |
| 2024    | La Grande Maison Tokyo Special          | Shohei Hirako                         |                            | [ 69 ] |

### Doublage
| Année | Titre         | Rôle           | Notes | Ref.   |
| ----- | ------------- | -------------- | ----- | ------ |
| 2016  | Gods of Egypt | Bek            |       | [ 70 ] |
| 2023  | Élémentaire   | Flack Delamare |       | [ 71 ] |